# Cryptocoryne cruddasiana
Cryptocoryne cruddasiana är en kallaväxtart som beskrevs av David Prain. Cryptocoryne cruddasiana ingår i släktet Cryptocoryne och familjen kallaväxter. IUCN kategoriserar arten globalt som nära hotad. Inga underarter finns listade.